# Harilal Gandhi

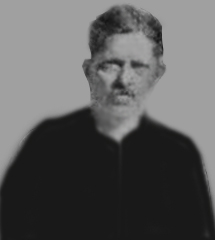
Harilal Gandhi

Harilal Mohandas Gandhi (Hindi: हरीलाल गांधी, Harīlāl Gāndhī; * zwischen März und Juni 1888 in Rajkot, Indien; † 18. Juni 1948 in Bombay) war der älteste Sohn von Mohandas Gandhi.

## Leben
Wie damals in Indien üblich, ist auch Harilal Gandhi in frühen Jahren verheiratet worden. Nach dem Tod seiner Frau 1918 wollte Gandhi ein zweites Mal heiraten, was allerdings unüblich war. Das bereits angespannte Verhältnis zwischen Vater und Sohn litt in den Folgejahren dadurch noch weiter.
Harilal Gandhi trat 1936 zum Islam über und nahm den Namen Abdullah Gandhi an. Dieser Akt schmerzte seinen hinduistischen Vater sehr, der davon überzeugt war, dass sein Sohn nicht des Glaubens wegen, sondern aus materiellen Gründen zum Islam übergetreten war. Harilal Gandhi trat später bei muslimischen Treffen auf, bei denen Hindus missioniert werden sollten. Bei einem dieser Treffen beleidigte jemand seinen Vater. Harilal Gandhi wurde so wütend, dass er den Sprechenden im Zorn verletzte. Er war so enttäuscht, dass er zurück zum Hinduismus übertrat.
Schließlich entzog sein Vater ihm das Erbe. Er wurde obdachloser Alkoholiker und starb im Juni 1948 an Tuberkulose, wenige Monate nach dem Tod seines Vaters.